# Gęstoporek cynobrowy

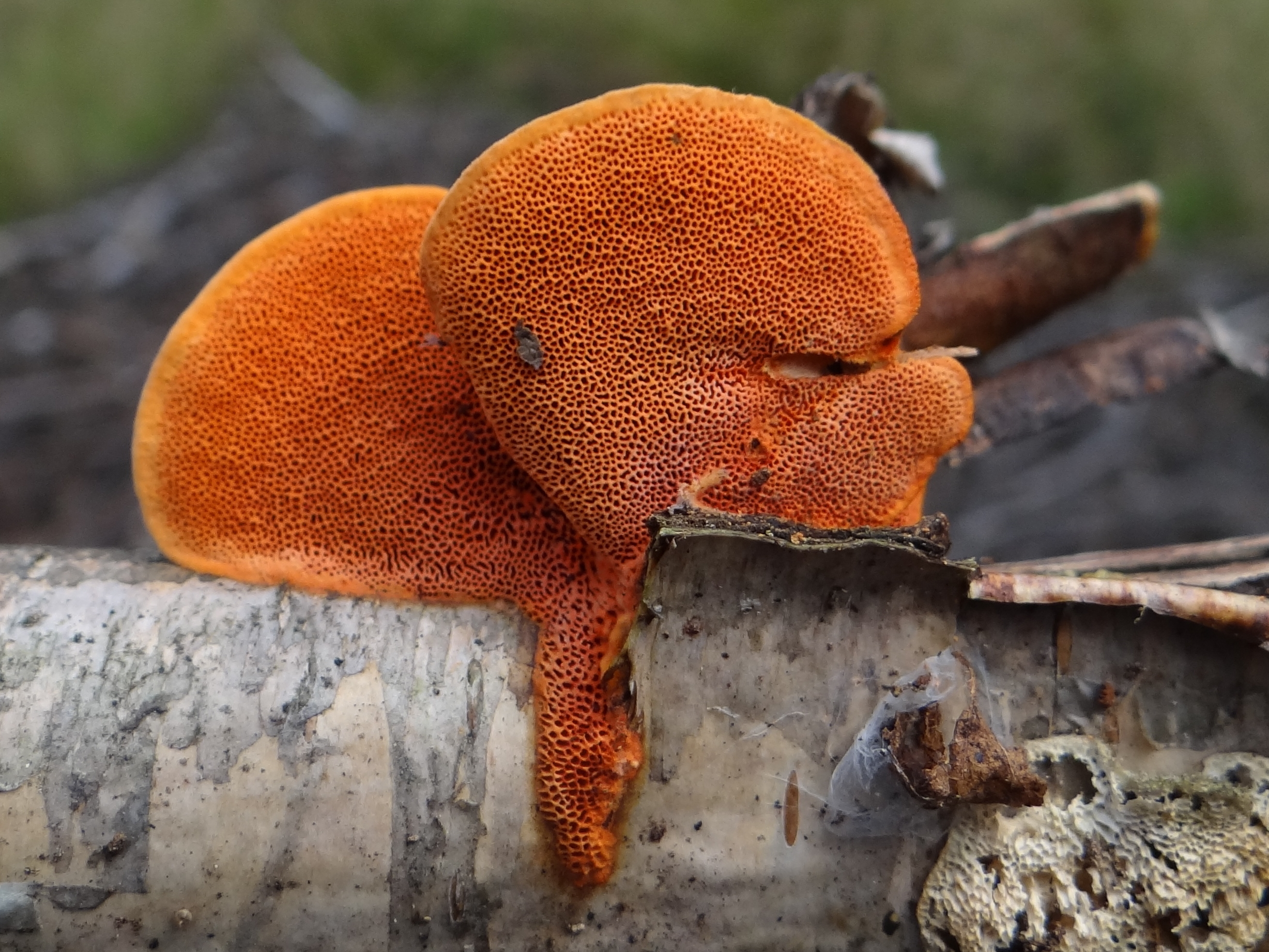
Hymenofor

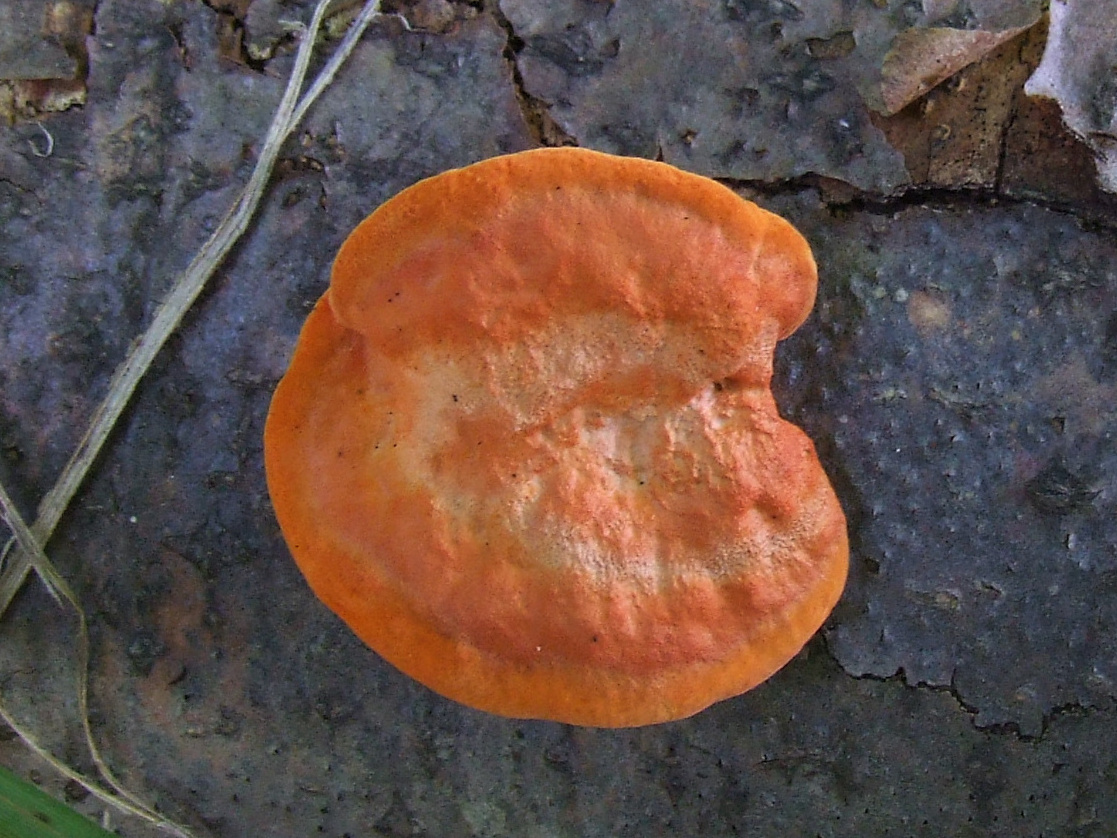
Młody owocnik na pniu buka

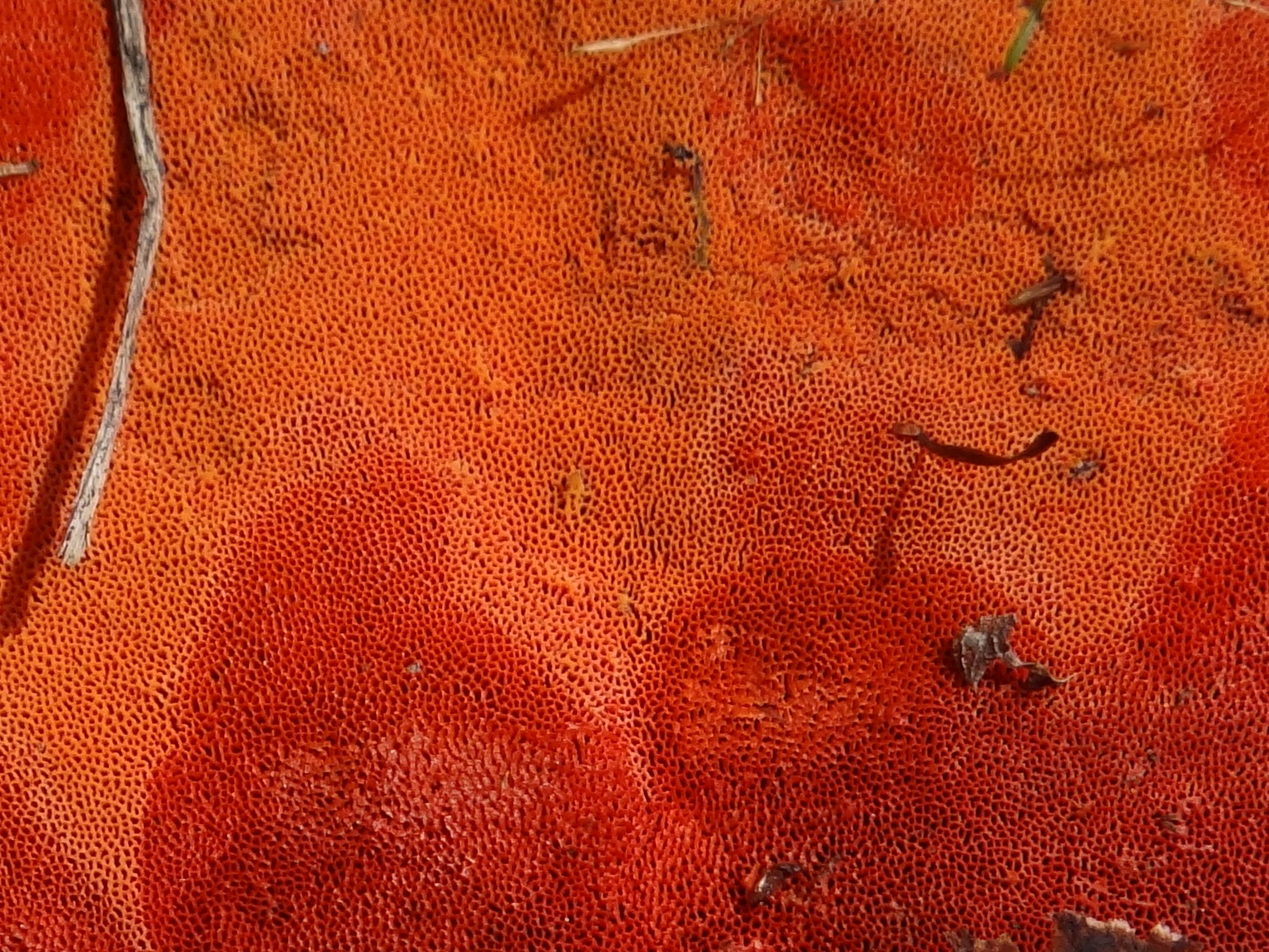
Hymenofor. Pory po uciśnięciu ciemnieją

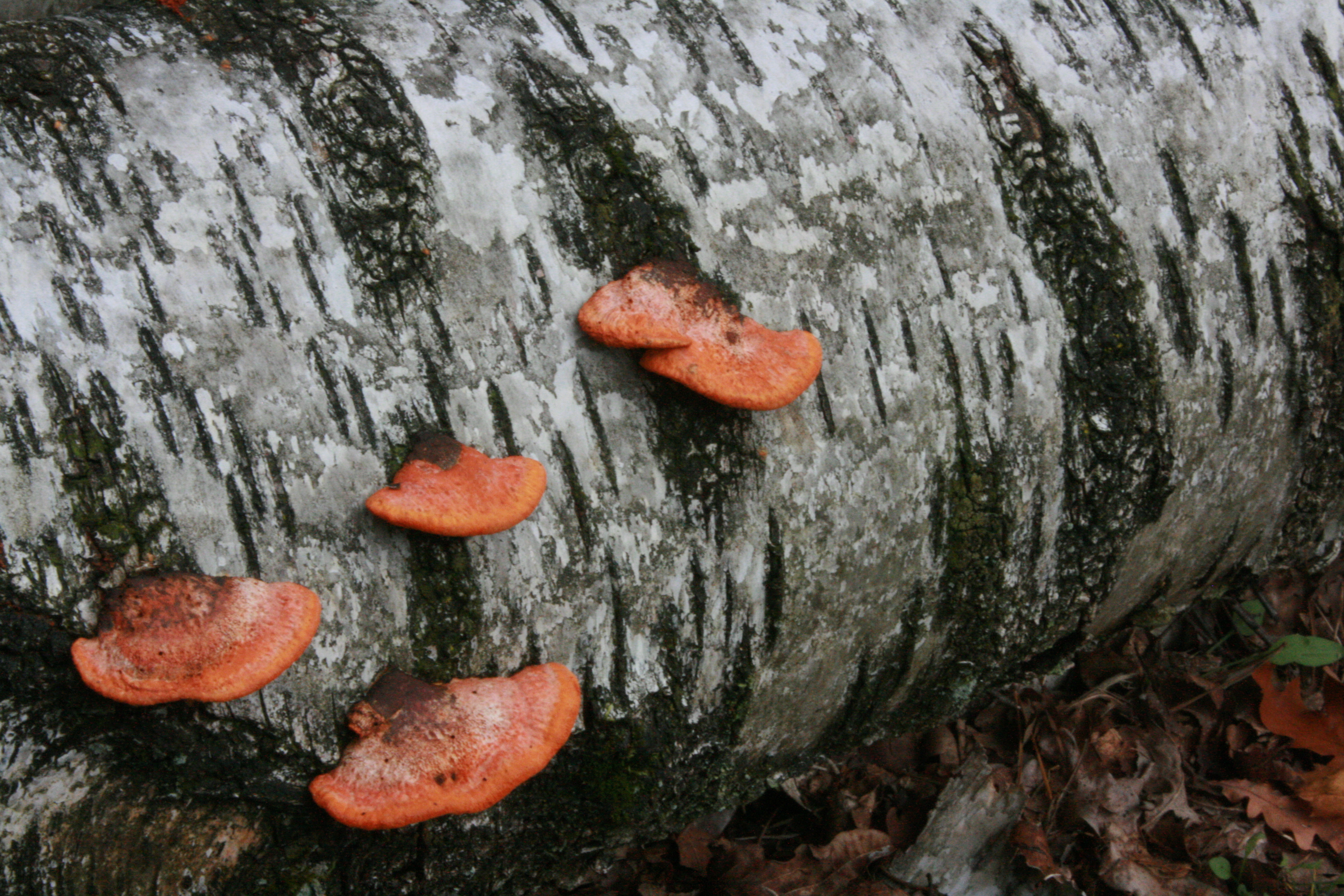
Owocniki na pniu brzozy

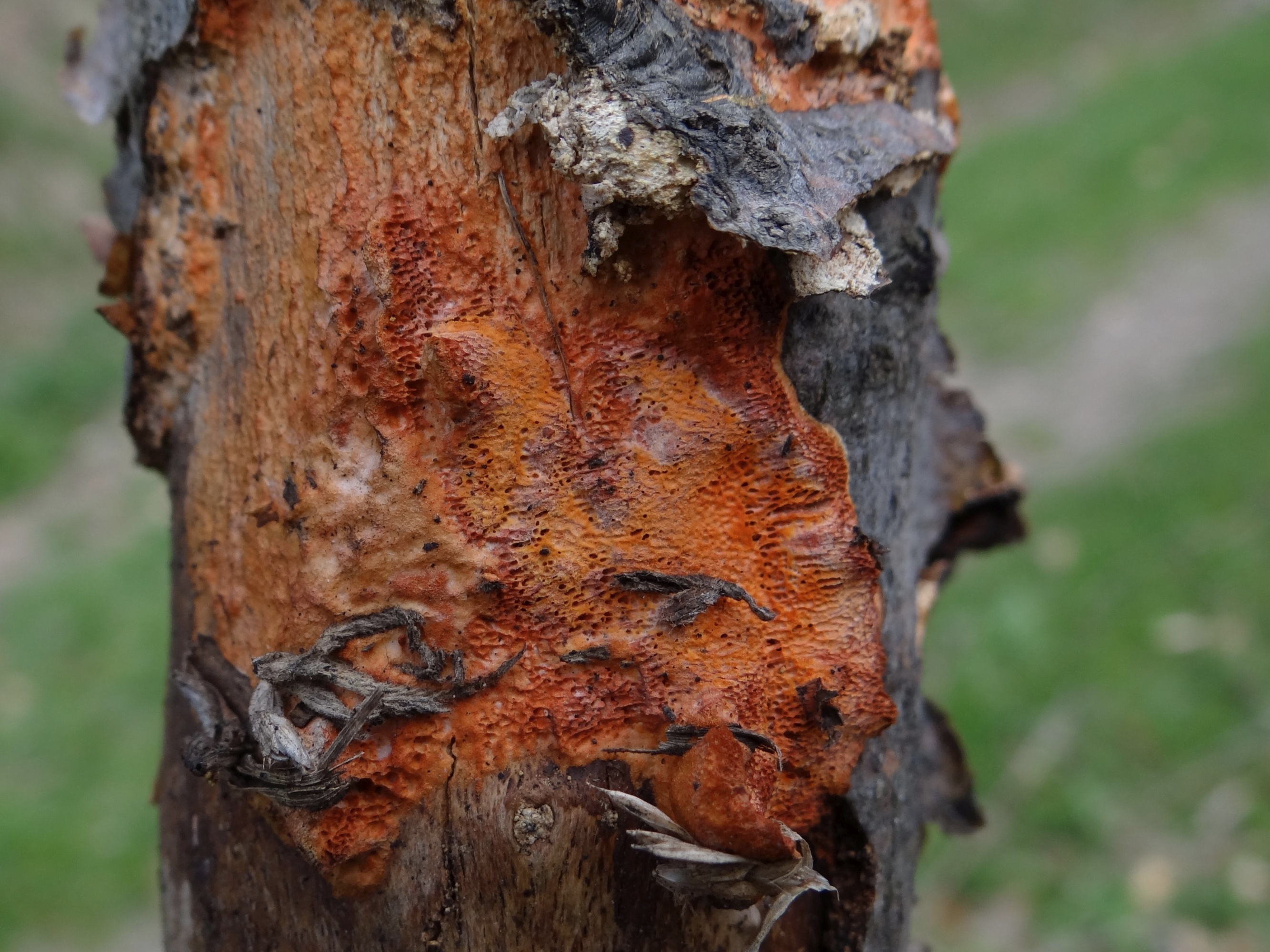
Czasami tworzy formy rozpostarte

Gęstoporek cynobrowy (Pycnoporus cinnabarinus (Jacq.) P. Karst) – gatunek grzybów z rodziny żagwiowatych (Polyporaceae).

## Systematyka i nazewnictwo
Pozycja w klasyfikacji według Index Fungorum: Pycnoporus, Polyporaceae, Polyporales, Incertae sedis, Agaricomycetes, Agaricomycotina, Basidiomycota, Fungi.
Niektóre synonimy naukowe:

- Boletus cinnabarinus Jacq 1776
- Boletus miniatus Libosch 1817
- Coriolus cinnabarinus (Jacq) G Cunn 1948
- Fabisporus cinnabarinus (Jacq) Zmitr 2001
- Hapalopilus cinnabarinus (Jacq) P Karst 1899
- Leptoporus cinnabarinus (Jacq) Quél 1886
- Phellinus cinnabarinus (Jacq) Quél 1888
- Polyporus cinnabarinus (Jacq) Fr 1821
- Polyporus miniatus (Libosch) Fr 1829
- Polystictus cinnabarinus (Jacq) Cooke 1886
- Pycnoporus cinnabarinus (Jacq) P Karst 1881 var cinnabarinus
- Pycnoporus cinnabarinus var osorninus Burgos, in Burgos & Ortiz 1988
- Trametes cinnabarina (Jacq) Fr 1874
- Trametes cinnabarina (Jacq) Fr 1874, f cinnabarina
- Trametes cinnabarina (Jacq) Fr 583,1874 var cinnabarina
- Trametes cinnabarinus (Jacq) Fr 1849

Po raz pierwszy takson ten zdiagnozował w 1776 r. Nikolaus Joseph von Jacquin nadając mu nazwę Boletus cinnabarinus. Obecną nazwę nadał mu w 1941 r. Petter Adolf Karsten, przenosząc go do rodzaju Pycnoporus.
Nazwa polska pojawiła się w pracy Stanisława Domańskiego i in. w 1967 r. W polskim piśmiennictwie mykologicznym gatunek ten opisywany był też jako huba cynobrowa, wrośniak cynobrowy, żagiew cynobrowa.

## Morfologia
Owocnik
O szerokości do 10 cm, półkolisty lub wachlarzowaty i bokiem przyrośnięty do podłoża. Brzeg cienki i ostry. Górna powierzchnia zwykle nierówna, pomarszczona. Kolor cynobrowy, czerwonawy lub ceglasty, u starszych osobników płowieje.
Hymenofor
W postaci rurek o porach w kolorze cynobrowym lub czerwonawym. Pory okrągłe lub kanciaste.
Miąższ
O grubości do 2 cm, cynobrowego koloru, elastyczny, włóknisty i bez zapachu.
Cechy mikroskopowe;
Wysyp zarodników biały. Zarodniki nieamyloidalne, cylindryczne lub eliptyczne, gładkie i bezbarwne o rozmiarach 5–8 × 2,5–3 μm. Cystyd brak
Gatunki podobne
Ze względu na oryginalny cynobrowy kolor i brak strefowania jest łatwy do odróżnienia od innych gatunków. Ewentualnie może być pomylony z oranżowcem pomarańczowym (Pycnoporellus fulgens), który ma owocniki o podobnym kolorze (pomarańczowe lub ceglastoczerwone), ale występuje głównie na drzewach iglastych.

## Występowanie i siedlisko
Z wyjątkiem Afryki i Antarktydy występuje na wszystkich kontynentach, także na niektórych wyspach – na Hawajach, Madagaskarze i w Nowej Zelandii. Najwięcej stanowisk podano z Ameryki Północnej, Europy i Australii. W Europie Środkowej gatunek pospolity. Rozwija się na martwym drewnie (na pniach, pniakach, gałęziach) drzew liściastych, głównie na miejscach dobrze oświetlonych. Preferuje miejsca wilgotne, stąd też częściej występuje w nadrzecznych łęgach na olszach, wierzbach i brzozach, ale rośnie również na innych gatunkach drzew liściastych. Częściej występuje podczas upalnych lat.
W Polsce gatunek rzadki. Znajduje się na Czerwonej liście roślin i grzybów Polski. Ma status R – potencjalnie zagrożony z powodu ograniczonego zasięgu geograficznego i małych obszarów siedliskowych. Znajduje się na listach gatunków zagrożonych także w Szwajcarii, Anglii, Litwie i Niemczech.

## Znaczenie
W Europie uważany za grzyb niejadalny, jednak na opracowanej dla FAO liście jest wymieniony jako grzyb jadalny w Hongkongu i w Nepalu. Saprotrof, powoduje białą zgniliznę drewna.
Gęstoporek cynobrowy wytwarza duże ilości enzymów rozkładających ligninę i inne trudne do rozłożenia polisacharydy. Głównym enzymem odróżniającym ten grzyb z innych grzybów rozkładających ligninę jest lakaza. Aborygeni używają owocników do leczenia owrzodzenia jamy ustnej, szczególnie u ząbkujących niemowląt.